# Monique Hoogland
Monique Hoogland (* 25. August 1967) ist eine niederländische Badmintonspielerin.

## Karriere
Monique Hoogland gewann noch als Junior 1984 die Swiss Open und die Hungarian International. 1986 siegte sie erneut bei den Swiss Open und wurde erstmals niederländische Meisterin. Ein Jahr später war sie bei den Swiss Open wieder erfolgreich und gewann auch die Austrian International. Bei der Europameisterschaft 1998 gewann sie Bronze im Damendoppel mit Erica van den Heuvel.

## Sportliche Erfolge
| Saison | Veranstaltung                                   | Disziplin   | Platz | Name                                    |
| ------ | ----------------------------------------------- | ----------- | ----- | --------------------------------------- |
| 1984   | Niederlande: Einzelmeisterschaften der Junioren | Damendoppel | 1     | Monique Hoogland / Erica van Dijk       |
| 1984   | Swiss Open                                      | Damendoppel | 1     | Monique Hoogland / Erica van Dijk       |
| 1984   | Hungarian International                         | Damendoppel | 1     | Erica van Dijk / Monique Hoogland       |
| 1985   | Niederlande: Einzelmeisterschaften der Junioren | Damendoppel | 1     | Monique Hoogland / Contessa Laisina     |
| 1985   | Niederlande: Einzelmeisterschaften der Junioren | Dameneinzel | 1     | Monique Hoogland                        |
| 1986   | Swiss Open                                      | Dameneinzel | 1     | Monique Hoogland                        |
| 1986   | Swiss Open                                      | Damendoppel | 1     | Monique Hoogland / Paula Kloet          |
| 1986   | Niederlande: Einzelmeisterschaften              | Dameneinzel | 1     | Monique Hoogland                        |
| 1986   | Niederlande: Einzelmeisterschaften              | Damendoppel | 1     | Monique Hoogland / Paula Rip-Kloet      |
| 1987   | Austrian International                          | Damendoppel | 1     | Monique Hoogland / Erica van Dijk       |
| 1987   | Swiss Open                                      | Mixed       | 1     | Alex Meijer / Monique Hoogland          |
| 1987   | Amor International                              | Mixed       | 1     | Alex Meijer / Monique Hoogland          |
| 1989   | Niederlande: Einzelmeisterschaften              | Dameneinzel | 1     | Monique Hoogland                        |
| 1992   | Swiss Open                                      | Damendoppel | 3     | Sonja Mellink / Monique Hoogland        |
| 1997   | Niederlande: Einzelmeisterschaften              | Damendoppel | 1     | Erica van den Heuvel / Monique Hoogland |
| 1998   | Europameisterschaft                             | Damendoppel | 3     | Erica van den Heuvel / Monique Hoogland |
| 1998   | Niederlande: Einzelmeisterschaften              | Damendoppel | 1     | Erica van den Heuvel / Monique Hoogland |